# نبيمونو
نبيمونو (باليابانية: 鍋物, なべ物) هو نوع من الأكلات اليابانية الحارة ويكون على شكل حساء توضع أماكن باردة بعد أن يتم إيقادها في الموقد، هناك عدة أنواع من حساء النبيومونو منها من يكون مغطى بصاص ومنها بالداشي ومنها بالميسو ومنها من تكون مغطاة بالصلصلة الحلوة مثل اليوسنبي والأودين وسوكياكي وألذي يُأكل بدون بهار. تاريخياً طبق النبيمونو يتم عمله بطريقة جافة وثم يتم تسخينه وثم يتم وضعه في أطباق حديدية وثم تأكله كل العائلة.

## معرض صور

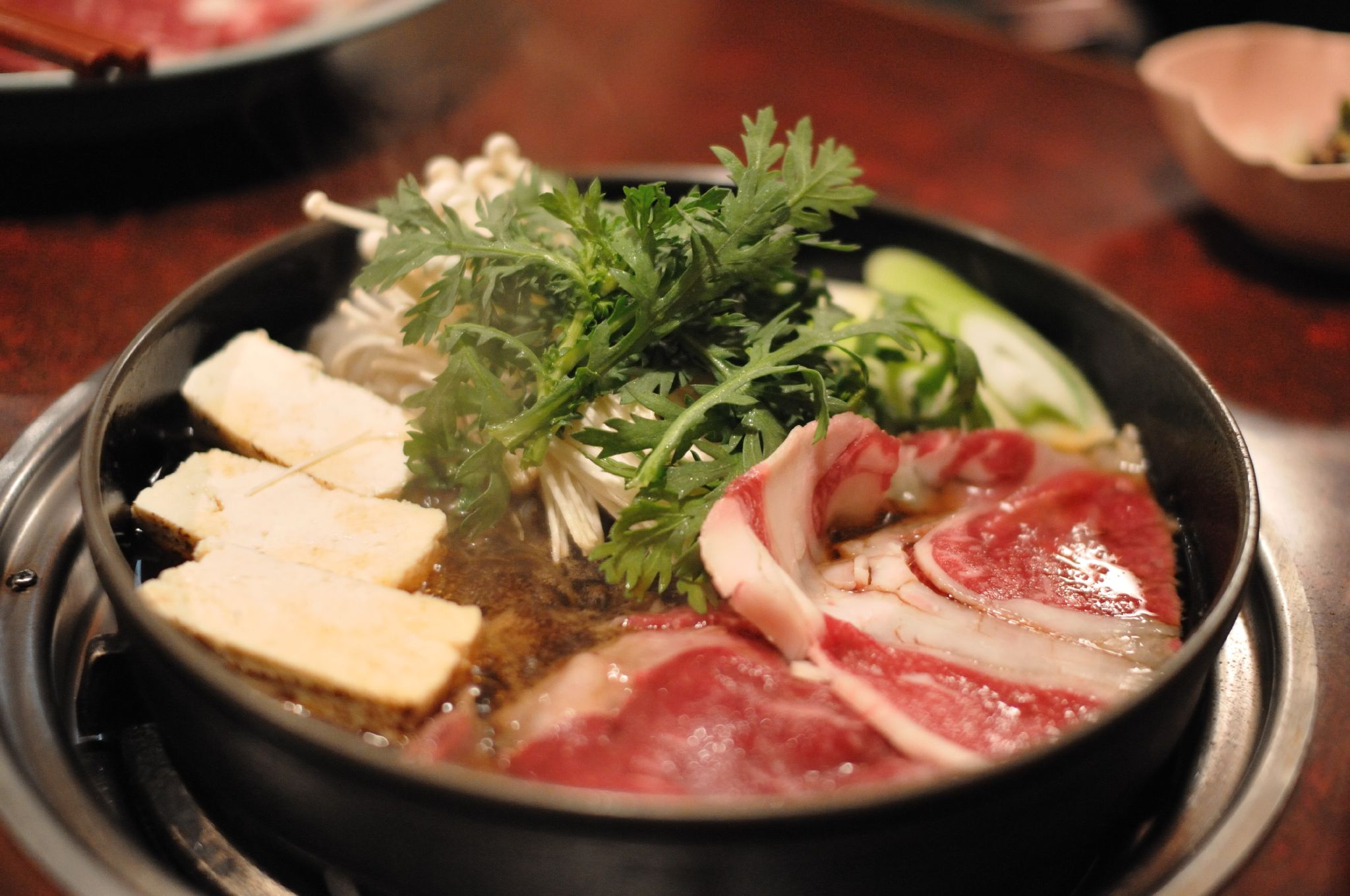
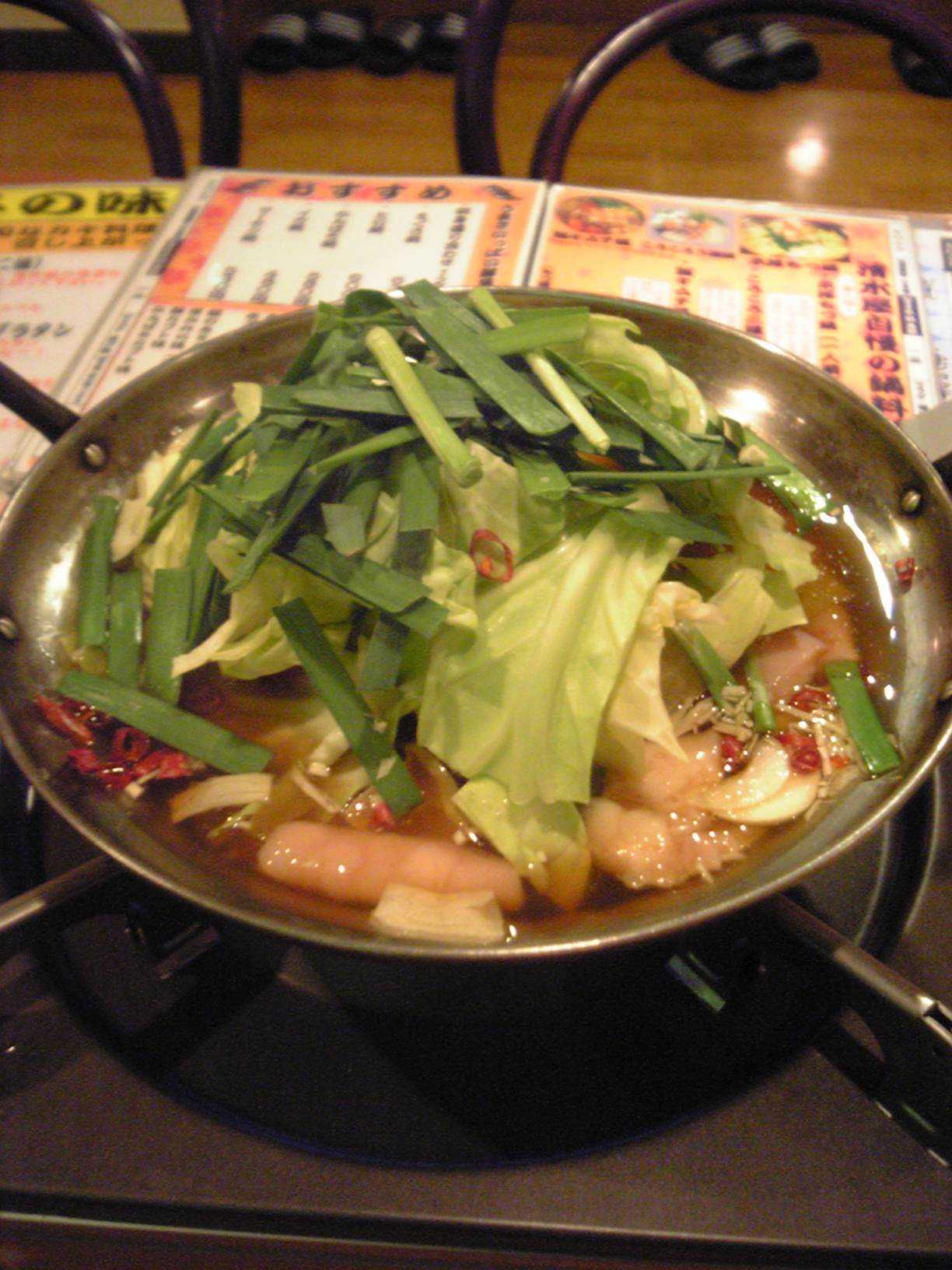
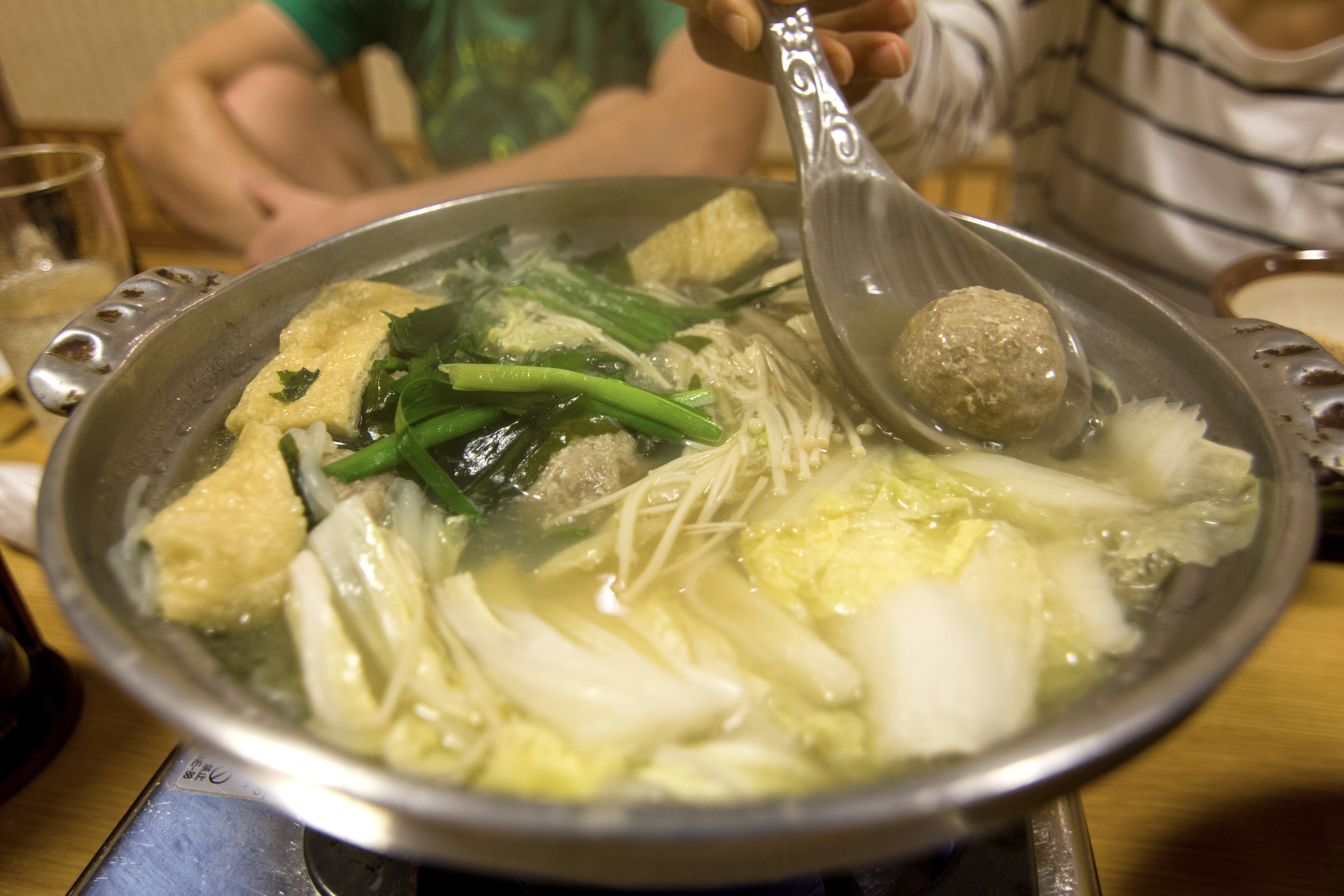
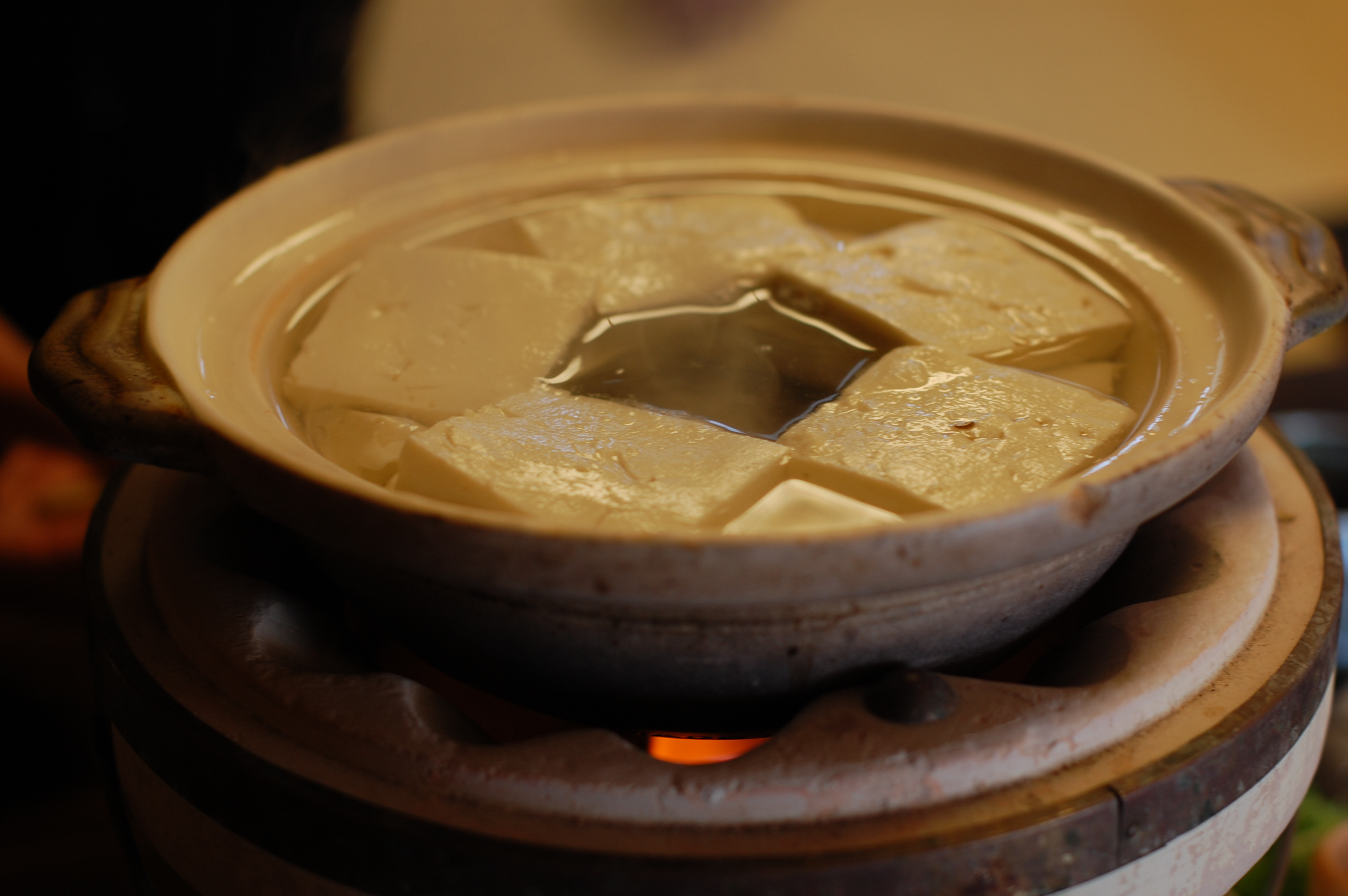
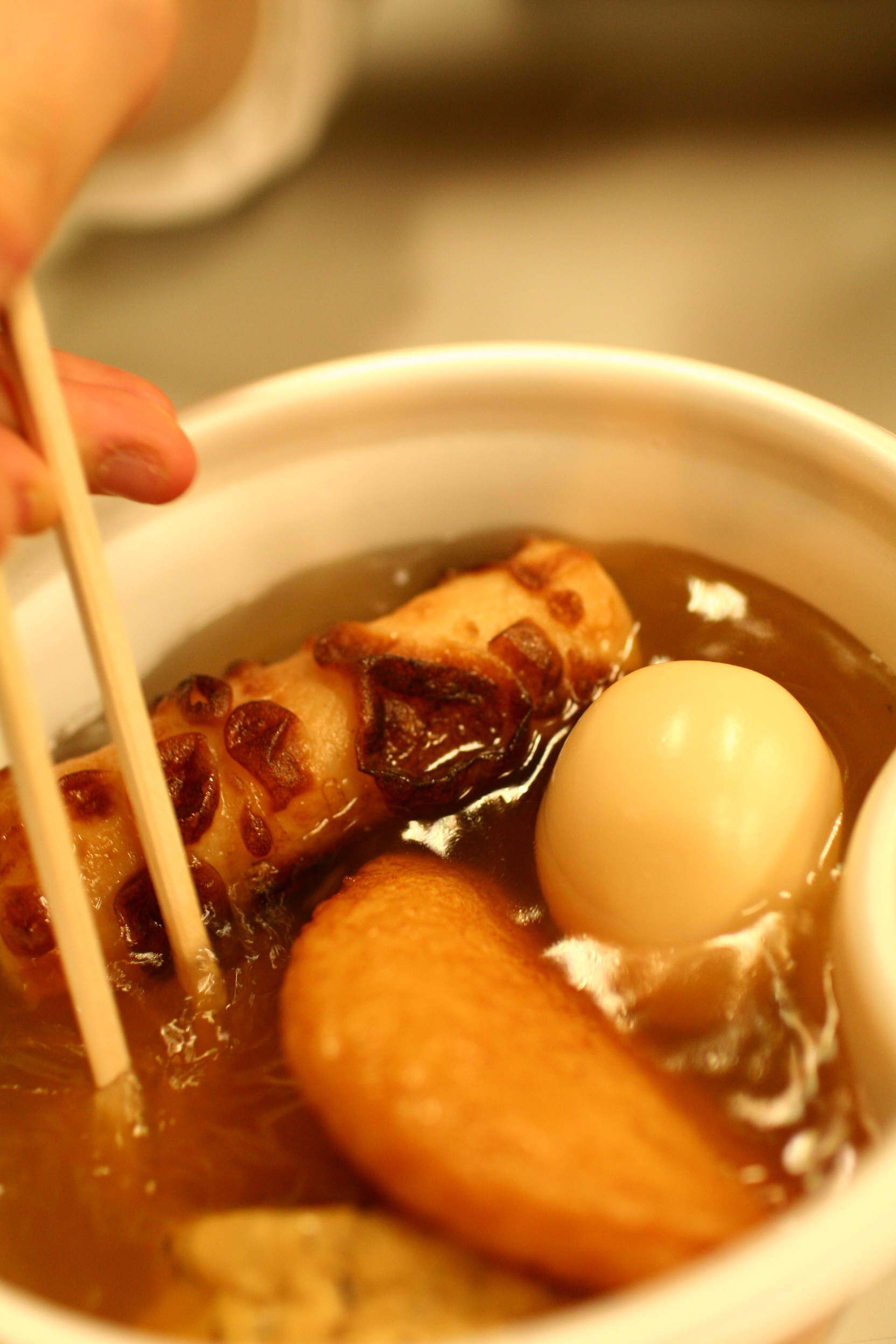